# Selnica ob Dravi
Selnica ob Dravi je naselje v Občini Selnica ob Dravi. Kraj se prvič omenja leta 1093, ko je fevdalec Weriant iz Slovenj Gradca podaril šentpavelskemu samostanu dve kmetiji.
V Selnici živi 1330 prebivalcev. Središče naselja je na Slovenskem trgu, kjer sta tudi cerkev sv. Marjete Antiohijske in Vaška kavarna. 
V Selnici se je rodil znan igralec Arnold Tovornik (1916-1976). Tu je bila doma tudi slovenska jezikoslovka, dialektologinja in akademičarka Zinka Zorko (1936-2019).
Selnica ob Dravi je najbolj znana po starodavnem prevoznem sredstvu, pležuhu.